# Idelette de Bure
Idelette de Bure lub Idelette Calvin (ur. w Liège, zm. w marcu 1549 roku w Genewie, w wieku około 40 lat) była jedyną żoną reformatora religijnego Jana Kalwina.
Idelette poznała Kalwina w 1538 w Strasburgu, kiedy była żoną Jeana Stordera, pastora-anabaptysty z Liège. Z małżeństwa ze Storderem urodził się syn i córka. Razem z mężem Idelette uległa natchnionym kazaniom Kalwina i nawróciła się na kalwinizm. Kalwin zaprzyjaźnił się z nimi i często u nich gościł. Jean Storder wkrótce zmarł na dżumę, a Idelette zaczęła opiekować się Kalwinem i gotować mu posiłki. W tym czasie Kalwin, który zawsze był słabego zdrowia, zaczął poważnie chorować. Nieustanny wysiłek intelektualny i fizyczny powodował silne migreny; dodatkowo zachorował na kamicę nerek i pęcherza, miał krwawienia z płuc.
Przyjaciele często zarzucali Kalwinowi, że pozostając bez żony daje innym zły przykład, że powinien sam innym udowodnić wyższość małżeństwa nad celibatem. Kalwin prosił, żeby znaleźli mu żonę: skromną, posłuszną, niemałostkową, gospodarną, cierpliwą i troszczącą się o moje zdrowie. Nikt nie zauważył początkowo, że taki ideał reprezentuje właśnie cicha i skromna Idelette. W końcu Kalwin oświadczył się jej; ślub wzięli w 1539. Kiedy Kalwina zaproszono do Genewy, pojechał tam z żoną i z jej córką z pierwszego małżeństwa; zamieszkali w kamienicy przy ulicy des Chanoines.
Małżeństwo z Kalwinem nie było łatwe: ciągle zapracowany, zajęty pisarstwem i działalnością organizacyjną, mało miał czasu dla żony. W 1542 Idelette przedwcześnie urodziła Kalwinowi syna, dziecko było słabe i żyło tylko 2 tygodnie. Potem zdrowie Idelette zaczęło podupadać, jednak nigdy nie troszczyła się o siebie. 2 lata później urodziła córkę i potem znowu syna, jednak i te dzieci żyły krótko. Oprócz ciągłej troski o zdrowie Kalwina, Idelette zajmowała się dziesiątkami ubogich i chorych w Genewie. Nigdy nie zwracała się do męża ze swoimi problemami, uważając, że ma on ważniejsze zadania. Jej śmierć w 1549 była dla Kalwina bardzo ciężkim przeżyciem, które do końca życia wspominał. Kalwin nazwał żonę: "najlepszym przyjacielem, jakiego miał w życiu".